# Охерін Ян Янович
Ян Янович Охерін (18 травня 1943 — 23 листопада 2002) — латвійський радянський державний і комуністичний діяч, секретар ЦК КП Латвії, міністр промисловості Латвійської Республіки. Депутат Верховної Ради Латвійської РСР 11-го скликання. Член ЦК Комуністичної партії Латвії.

## Життєпис
З 1957 року працював монтажником, слюсарем, електромонтером на ризькому заводі ВЕФ.
У 1962 році закінчив Ризький політехнічний інститут.
У 1962—1979 роках — інженер, інженер-конструктор, начальник цеху, головний технолог ризького заводу ВЕФ.
Член КПРС з 1974 року.
У 1979—1981 роках — заступник технічного директора — головний технолог ризького виробничого об'єднання ВЕФ імені В. І. Леніна.
У 1981—1982 роках — головний інженер, у 1982—1985 роках — генеральний директор виробничого об'єднання «Комутатор» — директор ризького заводу «Комутатор» (тепер ризький завод «Darbs»).
28 червня 1985 — 4 вересня 1986 року — заступник голови Ради міністрів Латвійської РСР.
3 вересня 1986 — 7 квітня 1990 року — секретар ЦК КП Латвії. Займався питаннями промисловості республіки. Під час перебудови підтримував Народний фронт Латвії, виступав за господарський розрахунок. Був одним із лідерів руху за економічний суверенітет Латвійської РСР.
5 червня 1990 — 25 серпня 1991 року — міністр промисловості Латвійської Республіки.
Подальша доля невідома. Помер 23 листопада 2002 року

## Нагороди
- ордени
- медалі
- Державна премія Латвійської РСР